# Qualificazioni al campionato europeo maschile di calcio 1976 - Gruppo 1

## Classifica
| Pos | Squadra        | Pti | G | V | N | P | GF | GS | DR  |
| --- | -------------- | --- | - | - | - | - | -- | -- | --- |
| 1   | Cecoslovacchia | 9   | 6 | 4 | 1 | 1 | 15 | 5  | +10 |
| 2   | Inghilterra    | 8   | 6 | 3 | 2 | 1 | 11 | 3  | +8  |
| 3   | Portogallo     | 7   | 6 | 2 | 3 | 1 | 5  | 7  | -2  |
| 4   | Cipro          | 0   | 6 | 0 | 0 | 6 | 0  | 16 | -16 |

## Risultati
| Data             | Luogo      | Squadra 1      | Risultato | Squadra 2      |
| ---------------- | ---------- | -------------- | --------- | -------------- |
| 30 ottobre 1974  | Londra     | Inghilterra    | 3 - 0     | Cecoslovacchia |
| 20 novembre 1974 | Londra     | Inghilterra    | 0 - 0     | Portogallo     |
| 16 aprile 1975   | Londra     | Inghilterra    | 5 - 0     | Cipro          |
| 20 aprile 1975   | Praga      | Cecoslovacchia | 4 - 0     | Cipro          |
| 30 aprile 1975   | Praga      | Cecoslovacchia | 5 - 0     | Portogallo     |
| 11 maggio 1975   | Limassol   | Cipro          | 0 - 1     | Inghilterra    |
| 8 giugno 1975    | Limassol   | Cipro          | 0 - 2     | Portogallo     |
| 30 ottobre 1975  | Bratislava | Cecoslovacchia | 2 - 1     | Inghilterra    |
| 12 novembre 1975 | Porto      | Portogallo     | 1 - 1     | Cecoslovacchia |
| 19 novembre 1975 | Lisbona    | Portogallo     | 1 - 1     | Inghilterra    |
| 23 novembre 1975 | Limassol   | Cipro          | 0 - 3     | Cecoslovacchia |
| 3 dicembre 1975  | Setúbal    | Portogallo     | 1 - 0     | Cipro          |